# نفل مسود
النفل المسود  (باللاتينية: Trifolium nigrescens) نوع نباتي من جنس النفل من الفصيلة البقولية.

## البيئة والانتشار
موطنه الأصلي المناطق المتوسطية في بلاد الشام ومصر والمغرب العربي وجنوب أوروبا إضافة إلى بعض مناطق القوقاز.

## مرادفات للاسم العلمي
- (باللاتينية: Amoria nigrescens (Viv.) Fourr.)